# Rheinstraße (Österreich)
Die Rheinstraße (L 203) ist eine Landesstraße in Vorarlberg in Österreich. Sie hat eine Länge von 16,8 km und verläuft von der Vorarlberger Straße (L 190) in Götzis über Hohenems und Lustenau und mündet in Hard in die Schweizer Straße (L 202).

## Geschichte
Die Rheinstraße zwischen Götzis, Höchst und Lauterach wurde 1771–1772 gebaut, im Kaiserreich Österreich-Ungarn wurde sie als Reichsstraße XV bezeichnet,  1921 wurde sie als Bundesstraße übernommen. Vom 1. April 1948 bis zum 31. August 1971 endete die Rheinstraße in Höchst und mündet dort in die Schweizer Straße. Seit dem 1. September 1971 endet die Rheinstraße nicht mehr in Höchst, sondern in Hard.